# Marija Manakova
Marija Manakova (in kyrillischer Schrift Мария Манакова) (* 1. März 1974 in Kasan) ist eine russisch-serbische Frauengroßmeisterin im Schach.

## Schachkarriere
1992 nahm sie in Duisburg an der Weltmeisterschaft für Juniorinnen (U18) teil. Zwei Jahre später beteiligte sie sich in Elista an der russischen Damenmeisterschaft. Ab 1995 kämpfte sie regelmäßig bei der Damen-Mannschaftsmeisterschaft von Jugoslawien, ebenso bei den Einzelmeisterschaften. Mit der jugoslawischen beziehungsweise serbischen Frauenmannschaft nahm sie an den Schacholympiaden 1998 in Elista und 2012 in Istanbul und der Mannschaftseuropameisterschaft 2013 in Warschau teil.
Manakova spielte für den BAS Belgrad, mit dem sie viermal am European Club Cup der Frauen teilnahm. Sie gewann 2002 sowohl mit der Mannschaft als auch in der Einzelwertung am vierten Brett, erreichte 2001 mit der Mannschaft den dritten Platz und erzielte 2003 das drittbeste Ergebnis am vierten Brett.

## Sonstiges
Manakova ist mit einem Serben verheiratet und hat einen Sohn.
Sie tritt für sexuelle Vermarktung zur Förderung des Schachspiels ein. Dabei sorgte sie 2004 für Aufsehen, als sie sich in russischen Zeitungen freizügig ablichten ließ.